# Feeding America
Feeding America è un'organizzazione non-profit con sede negli Stati Uniti, che ha una rete nazionale di banche alimentari che sostenta più di 37 milioni di persone attraverso dispense alimentari, mense e rifugi. L'organizzazione conduce la nazione nella lotta contro la fame.

## La storia
Il progetto nasce nel 1960 da un'idea di John Van Hengel, uomo d'affari in pensione, che durante il volontariato in una mensa locale ha iniziato a sollecitare donazioni di cibo per la cucina. Dopo poche ore la cucina aveva raccolto molto più cibo di quanto il banco alimentare potesse servirne ai bisognosi. Van Hengel si interessò successivamente ad una famiglia che viveva con gli scarti trovati nella spazzatura dei negozi alimentari, il cibo gettato era di buona qualità, ma veniva sprecato perché in esubero, da qui l'idea di creare una banca in cui il cibo indesiderato potesse essere conservato e riassegnato a persone realmente bisognose.
Lo stesso Van Hengel ha creato contatti con i negozi di alimentari e con le aziende agricole locali, dando vita alla Food Bank a Phoenix, la prima banca del cibo degli Stati Uniti.
L'organizzazione negli anni ha cambiato diverse volte nome fino a diventare Feeding America nel 2008, da allora sono moltissime le campagne di sensibilizzazione che mirano ad accrescere la consapevolezza del problema della fame negli Stati Uniti, sono moltissime infatti le persone che riescono a sopravvivere solo grazie all'aiuto di questa organizzazione. Moltissime star di Hollywood partecipano alla campagna di Feeding America, nel 2009 Bob Dylan ha donato all'organizzazione tutti i diritti del suo album “Natale nel cuore”. 
La crisi finanziaria del 2008 ha portato ad un aumento drammatico del numero delle persone che soffrono la fame negli Stati Uniti. Secondo una ricerca fatta da Feeding America sono circa 49 milioni di americani si trovano in una situazione problematica. Settembre è il mese dell'Azione della fame, una campagna nazionale che punta sul coinvolgere il pubblico, spingerlo a prendere parte alla lotta per il problema della fame.